# Търнава (област Ямбол)
 За другото българско село вижте Търнава (област Враца).  
Вижте пояснителната страница за други значения на Търнава.
Търнава е село в Югоизточна България. То се намира в община Тунджа, област Ямбол.

## География
Намира се 15 км източно от град Ямбол. Разположено е в северните поли на големия Бакаджик. През него преминава малката Търнавска река. В съседство е с още села:на изток – с. Иречеково, на север – Джинот, на запад – Чарган и на юг – с. Победа. По-известни местности в землището са: „Дедевица“, „Калето“, „Домузлука“, „Курт бунар“, „Баирчето“, „Келемите“, „Хасан баир“ и други.
Местността „Дедевица“ е могила на Бакаджика, в която са намерени следи от старо селище, неизвестно от коя епоха.
Местността „Калето“ на върха на Бакаджика носи името си от стара крепост – кале, чиито следи личат и до днес.
„Хасан баир“ се нарича най-високата част на Бакаджика, където сега се издига телевизионна кула.
Местността „Домузлука“ се намира на запад от селото и близо до шосето за Ямбол. В нея има голям извор и мочурище. В тази местност са се въдели диви свине, които са се хранели с жълъди от близките гори. Оттук и идва името на местността (турското „домуз“ значи свиня). В тази местност са намерени следи от старо селище.
В полите на Бакаджика, западно от селото, се намира местност „Курт бунар“ и извор със същото име. В
миналото в тази местност са се въдели много вълци, затова и се нарича така (турското „курт“ значи вълк).
Местността „Баирчето“ е с хълмист терен, а местността „Келемите“ е малък хълм със закелевели гори. Землището се напоява от Търнавската река и няколко малки рекички, извори и чешми.
По-голямото „дере“ е „Лакатовото“ или „Колак дере“ (крив дол), на север и близо до селските лозя. Голяма чешма в мерата на селището е чешмата в полите на Бакаджика, изведена към стопанския двор на ТКЗС-то. Направена е с много корита и служи за водопой. По време на османската власт до турския чифлик е имало чешма „Кесимката“, чиято вода след построяването на селския параклис през 1918 г. е изведена до него.

## История
Село Търнава е възникнало по време на османската власт, но кога точно не е известно. От стар турски документ личи, че селото вече е съществувало през 1585 г. Според местното предание обаче, то е възникнало през XIX в. около големия турски чифлик на богатия турчин Галит бей, който притежавал много едър добитък. Чифлишките земи се намирали до днешните гробища и стопанския двор на ТКЗС-то.
Пак според преданието първите заселници (6 – 7 семейства) били ратаи в чифлика и затова били покровителствувани от бея. Още от основаването си селото се нарича Търнава, вероятно защото местността около него е била обрасла с много тръни. Селото е било малко, купно селище. Жителите му първоначално живеели в къщи-колиби. По-късно си правели едноетажни къщи с големи дворове, оградени с плет. С вода селяните се снабдявали от големия извор, който се намирал до днешния двор на Миланови. През 1928 г. водата му била каптирана в чешма, която сега се намира в центъра на селото.

## Редовни събития
На 28 август всяка година се провежда събор.

## Просветното дело
Училището в с. Търнава било открито през 1883 г. То се помещавало в една плевня, покрита със слама. Пръв учител в това училище бил Георги Чешмеджиев от гр. Ямбол. През 1892 г. със средства, събрани от селяните, била построена нова училищна сграда. Селското читалище е основано през 1926 – 1927 г. Основателите му били: Кольо Златев, Иван Продавов, Даньо Маринов, Петко Грозев и Стойчо Енчев. Наричало се „Зора“, каквото име носи и до днес.